# لوری سانچز
لوری سانچز (انگلیسی: Lawrie Sanchez؛ زادهٔ ۲۲ اکتبر ۱۹۵۹) یک بازیکن فوتبال اهل ایرلند شمالی است.